# 膀胱瘤
膀胱瘤（ぼうこうりゅう）は、膀胱脱としても知られる女性の膀胱が膣に膨張する病状である。人によっては症状がないことがある。症状には、排尿開始の困難、尿失禁、頻尿である。合併症には、再発性尿路感染症や尿閉などがあげられる。膀胱瘤と尿道瘤は併発することが多く、膀胱尿道瘤と呼ばれる。膀胱瘤は生活の質に悪影響を及ぼすことがある。
原因には、出産、便秘、慢性咳嗽、重い物を持ち上げること、子宮摘出術、遺伝、肥満、などがあげられる。根本的なメカニズムには、膀胱と膣の間の筋肉と結合組織の弱体化などがあげられる。多くの場合、診断は症状と検査に基づく。
膀胱瘤の症状があまりみられない場合は、とにかく重い物を持ち上げることや力むことを避けることが推奨される。重度の症状のある人には、膣ペッサリー、骨盤筋運動、または手術が推奨される。通常行われる手術の種類は、腟壁縫合術である。膀胱瘤は年齢が上がるとともにより一般的にみられる。50歳以上の女性の約3分の1がある程度の影響を受けている。